# 28 luglio
Il 28 luglio è il 209º giorno del calendario gregoriano (il 210º negli anni bisestili). Mancano 156 giorni alla fine dell'anno.

## Eventi
- 450 – Alla morte di Teodosio II, Marciano diventa imperatore d'Oriente
- 1364 – I fiorentini sconfiggono i pisani nella battaglia di Cascina, considerata il primo passo verso la conquista di tutta la Repubblica di Pisa
- 1402 – Nella battaglia di Angora, i turchi ottomani sono pesantemente sconfitti dai timuridi di Tamerlano e il sultano Bajazet I è fatto prigioniero
- 1443 – Grande incendio di Mosca
- 1480 – Battaglia di Otranto: la flotta navale turca sferra per ordine del sultano Maometto II un grande attacco all'Italia
- 1540 – Thomas Cromwell, una delle più importanti figure politiche del regno di Enrico VIII d'Inghilterra, viene giustiziato su ordine del re con l'accusa di tradimento; nello stesso giorno, Enrico VIII sposa la sua quinta moglie, Catherine Howard
- 1793 – L'assedio di Valenciennes termina con la vittoria alleata
- 1794 – Maximilien de Robespierre e Louis Antoine de Saint-Just vengono ghigliottinati
- 1821 – Il Perù dichiara l'indipendenza dalla Spagna
- 1830 – Nella seconda delle tre giornate della Rivoluzione di luglio, i popolani prendono l'Hôtel de Ville; l'evento sarà commemorato dal dipinto La Libertà che guida il popolo di Eugène Delacroix
- 1864 – Guerra di secessione americana, inizia la battaglia di Ezra Church: truppe confederate guidate dal generale John Bell Hood eseguono un terzo infruttuoso tentativo di scacciare le forze unioniste del generale William T. Sherman da Atlanta (Georgia)
- 1866 – L'atto metrico del 1866 diventa legge e legalizza la standardizzazione di pesi e misure negli Stati Uniti d'America
- 1868 – L'adozione del XIV emendamento della Costituzione degli Stati Uniti d'America garantisce agli afroamericani la piena cittadinanza
- 1883 – L'isola d'Ischia è colpita da un terremoto che causa oltre duemila vittime
- 1904 – Roma: inaugurazione della sinagoga, il Tempio Maggiore
- 1914 – L'Austria-Ungheria dichiara guerra alla Serbia, dopo che questa non è riuscita a rispettare tutte le condizioni dell'ultimatum del 23 luglio, posto dall'Austria-Ungheria a seguito dell'assassinio dell'arciduca Francesco Ferdinando per mano del nazionalista serbo Gavrilo Princip. Ha inizio la prima guerra mondiale
- 1932 – Il presidente statunitense Herbert Hoover ordina all'esercito statunitense di sfrattare con la forza la Bonus Army di veterani della prima guerra mondiale, radunata a Washington
- 1941 – Seconda guerra mondiale: alle 11:55 il sottomarino inglese HMS Olympus (N35) affonda il piroscafo italiano Monteponi a 5 miglia da Posada; si tratta della prima nave civile italiana affondata con morti al largo delle coste sarde
- 1943
  - A Bari un reparto dell'esercito, schierato a protezione della sede del Partito Nazionale Fascista, spara sui manifestanti che festeggiano la caduta del fascismo causando 20 morti
  - Il Partito Fascista Sammarinese si scioglie e vengono convocate nuove elezioni, sancendo la fine del fascismo a San Marino
- 1944 – In seguito a una rappresaglia nazifascista, il vecchio centro storico del paese di Follo Castello viene dato alle fiamme perché ritenuto covo dei partigiani, causando la morte di due persone
- 1945 – Un aereo bombardiere North American B-25 Mitchell si schianta tra il 79º e l'80º piano del grattacielo Empire State Building a New York, causando 14 vittime
- 1965 – Guerra del Vietnam: il presidente statunitense Lyndon B. Johnson annuncia il suo ordine di incrementare il numero di truppe statunitensi nel Vietnam del Sud da 75000 a 125000
- 1973 – 600.000 spettatori assistono all'esibizione dei The Band, degli The Allman Brothers Band e dei Grateful Dead a un concerto presso Watkins Glen (New York)
- 1976
  - La Corte costituzionale italiana sancisce l'illegalità del monopolio Rai: inizia così l'epoca delle cosiddette TV private, che cambierà il panorama mediatico italiano
  - Un terremoto di magnitudo compresa tra 7,8 e 8,2 rade al suolo Tangshan in Cina, uccidendo almeno 242769 persone e ferendone 164851
- 1978 – Esce nelle sale statunitensi il film Animal House
- 1980 – Pietro Mennea vince i 200 metri alle Olimpiadi di Mosca
- 1984 – Cerimonia di inaugurazione delle Olimpiadi di Los Angeles
- 1985 – La mafia uccide Beppe Montana, commissario della squadra mobile di Palermo
- 1987 – Alluvione della Valtellina: alle 7:23 una frana di enormi dimensioni dovuta alle insistenti piogge travolge drammaticamente i paesi di Sant'Antonio Morignone e di Aquilone in Valtellina spazzandoli via e provocando morti e dispersi[1]
- 1990 – Alberto Fujimori diventa presidente del Perù
- 1992 – Mary J. Blige pubblica il suo album What's the 411?, considerato come l'origine del nuovo genere musicale poi chiamato hip-hop soul
- 1993 – Attentati in Italia: nella stessa giornata, a Milano avviene la strage di via Palestro, e a Roma davanti alla chiesa di San Giovanni in Laterano e di San Giorgio in Velabro esplodono tre autobombe di matrice mafiosa
- 1995 – La Network Solutions annuncia una nuova politica per aiutare le compagnie a proteggere i propri marchi registrati su Internet
- 1996 – L'Uomo di Kennewick, i resti di un uomo preistorico, vengono scoperti nei pressi di Kennewick (Washington)
- 1998 – Scandalo Lewinsky: Monica Lewinsky, ex stagista della Casa Bianca, riceve l'immunità in cambio della sua testimonianza di fronte al grand jury circa le sue relazioni con il presidente Bill Clinton
- 2005 – Belfast: l'IRA annuncia ufficialmente la fine della lotta armata a partire dalle ore 16:00 BST (17:00 ora italiana) di quel giorno
- 2007 – A Hylands Park (Chelmsford) si svolge la cerimonia di apertura al 21º Jamboree mondiale degli Scout a cui partecipano 40000 persone provenienti da 158 Paesi diversi
- 2010
  - A Herat, due militari Italiani del Corpo del genio della Marina muoiono a causa di un dispositivo IED
  - A Islamabad, 152 persone muoiono nello schianto di un Airbus A321
- 2013 – Incidente del viadotto Acqualonga: un pullman carico di turisti precipita da un viadotto della A16 causando 40 morti; è il sinistro stradale più grave mai avvenuto in Italia
- 2017 – Il primo ministro del Pakistan Nawaz Sharif viene rimosso dal suo incarico dalla Corte suprema del Pakistan con l'accusa di corruzione

## Nati
Ci sono circa 1 060 voci su persone nate il 28 luglio; vedi la pagina Nati il 28 luglio per un elenco descrittivo o la categoria Nati il 28 luglio per un indice alfabetico.

## Morti
Ci sono circa 480 voci su persone morte il 28 luglio; vedi la pagina Morti il 28 luglio per un elenco descrittivo o la categoria Morti il 28 luglio per un indice alfabetico.

## Feste e ricorrenze

### Civili
Internazionali:
- Giornata europea di sensibilizzazione contro gli incendi boschivi, in memoria di tutte le vittime cadute nella lotta al fuoco e in ricordo dell'incendio di Curraggia a Tempio Pausania (1983)
- Giornata mondiale contro l'epatite [2], in onore alla data di nascita di Baruch Blumberg, scopritore del virus dell'epatite B

Nazionali:
- Canada – Commemorazione della deportazione degli Acadiani
- Fær Øer – Vigilia di Olavsoka
- Perù – Giorno dell'indipendenza
- San Marino – Caduta del governo fascista

### Religiose
Cristianesimo:
- Sant'Acacio di Mileto, martire
- Sant'Alfonsa dell'Immacolata Concezione (Anna Muttathupadathu), clarissa dell'India
- Sant'Arduino di Ceprano, sacerdote
- San Botvido di Svezia, martire
- San Cameliano di Troyes, vescovo
- San Giacomo Ilario (Manuel Barbal Cosàn), martire
- San José Melchór García-Sampedro Suárez, vescovo e martire
- Santi Martiri della Tebaide d'Egitto
- Santi Nazario e Celso, martiri
- San Lucido di Aquara, monaco e abate (solo nel comune di Aquara)
- Santi Procoro, Nicanore, Timone, Parmenas e Nicola, protodiaconi
- San Pedro Poveda Castroverde, fondatore, martire
- San Sansone di Dol, abate e vescovo
- San Vittore I, papa e martire
- Sant'Innocenzo I, papa
- Beato Astolfo Lobo, vescovo
- Beata Sancha d'Aragona (Chiara), regina di Sicilia
- Beato Davide Carlos Maranon, scolopio, martire
- Beato Emanuele Segura Lopez, scolopio, martire
- Beato Germano Martin Martin, salesiano, martire
- Beato Giuseppe Ambrosoli, presbitero e missionario
- Beati Giuseppe Caselles Moncho e Giuseppe Castell Camps, salesiani e martiri
- Beato Giuseppe Gorastazu Labayen, padre di famiglia, martire
- Beato José Camí Camí, sacerdote, postulante trappista, martire
- Beato Ramón Emiliano Hortelano Gomez, martire
- Beato Sabino Hernandez Laso, salesiano